# Emirati Arabi Uniti ai Giochi olimpici
Gli Emirati Arabi Uniti hanno partecipato per la prima volta ai Giochi olimpici nel 1984, a Los Angeles, Stati Uniti, mentre non ha ancora partecipato a nessuna delle edizioni delle Olimpiadi invernali. La prima e unica medaglia d'oro conquistata da un atleta emiratino è stata vinta ad Atene 2004.
Il Comitato Olimpico degli Emirati Arabi Uniti, creato nel 1979, venne riconosciuto dal CIO nel 1980.

## Medaglieri delle singole edizioni

### Medaglie ai giochi estivi
| Giochi              | Oro | Argento | Bronzo | Totale |
| ------------------- | --- | ------- | ------ | ------ |
| Los Angeles 1984    | 0   | 0       | 0      | 0      |
| Seul 1988           | 0   | 0       | 0      | 0      |
| Barcellona 1992     | 0   | 0       | 0      | 0      |
| Atlanta 1996        | 0   | 0       | 0      | 0      |
| Sydney 2000         | 0   | 0       | 0      | 0      |
| Atene 2004          | 1   | 0       | 0      | 1      |
| Pechino 2008        | 0   | 0       | 0      | 0      |
| Londra 2012         | 0   | 0       | 0      | 0      |
| Rio de Janeiro 2016 | 0   | 0       | 1      | 1      |
| Tokyo 2020          | 0   | 0       | 0      | 0      |
| Parigi 2024         | 0   | 0       | 0      | 0      |
| Totale              | 1   | 0       | 0      | 2      |

## Medaglie
| Medaglia | Atleta           | Edizione            | Sport       | Evento                |
| -------- | ---------------- | ------------------- | ----------- | --------------------- |
| Oro      | Ahmed Al Maktoum | Atene 2004          | Tiro a volo | Doppia fossa olimpica |
| Bronzo   | Sergiu Toma      | Rio de Janeiro 2016 | Judo        | Judo 81 Kg            |